# Brian O’Nolan
Brian O’Nolan, irisch Brian Ó Nualláin (* 5. Oktober 1911 in Strabane, County Tyrone, Nordirland; † 1. April 1966 in Dublin), war ein irischer Schriftsteller.
Unter dem Namen Flann O’Brien veröffentlichte er vier Romane in englischer Sprache: At Swim-Two-Birds (1939), The Hard Life (1962), The Dalkey Archive (1964) und The Third Policeman (1967, postum); mit Myles na gCopaleen zeichnete er seine von 1940 bis zu seinem Tod 1966 in der Irish Times erscheinende  satirische Kolumne Cruiskeen Lawn sowie An Béal Bocht (1941), seinen einzigen Roman in irischer Sprache.

## Leben

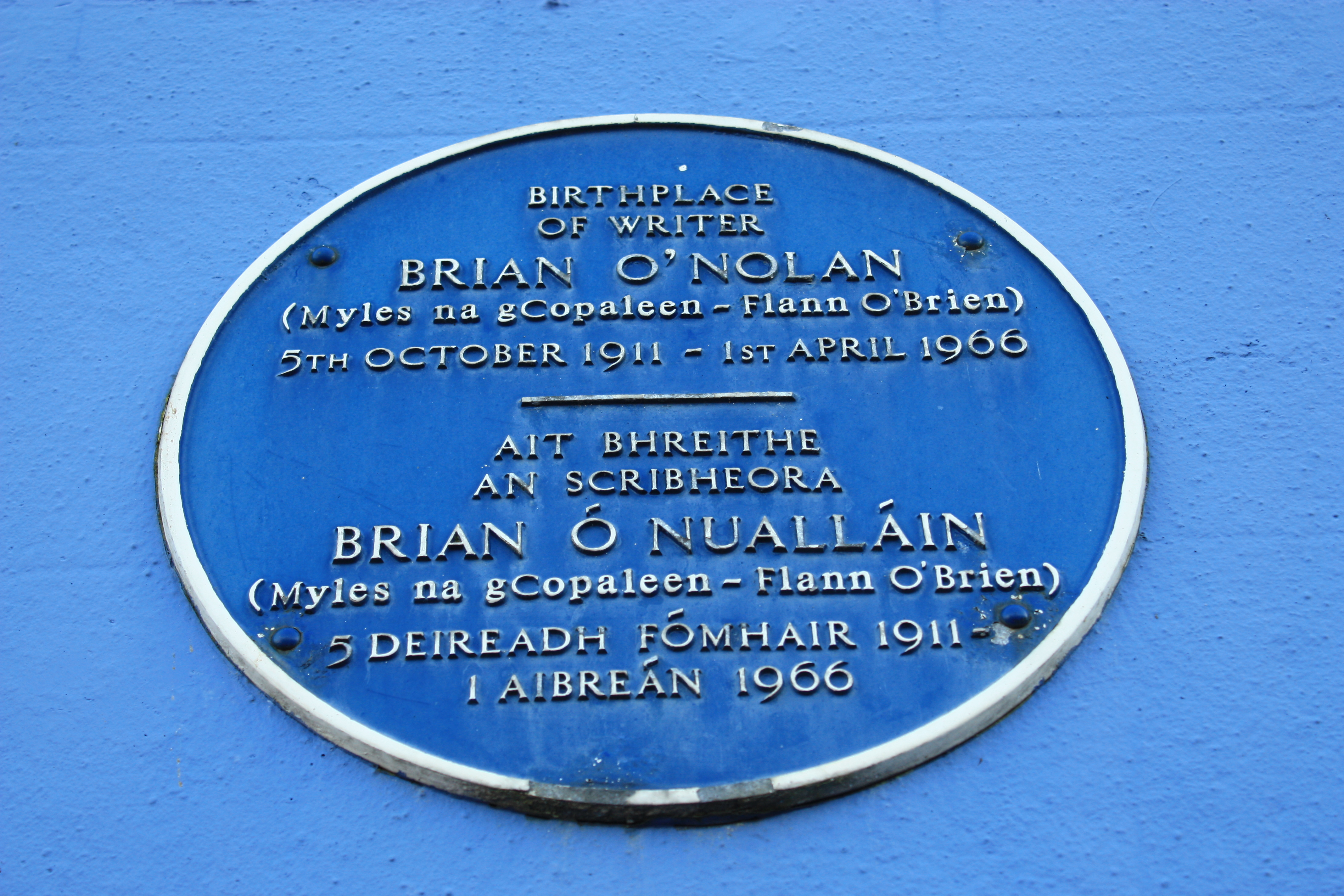
Plakette am Geburtshaus des Brian O’Nolan/Brian Ó Nualláin in Bowling Green

Brian O’Nolan wurde als drittes von zwölf Kindern geboren. Von 1929 bis 1935 studierte er am University College Dublin und an der Universität Köln Irisch, Englisch und Deutsch. Schon während des Studiums veröffentlichte er Artikel unter zahlreichen Pseudonymen und war Herausgeber der Zeitschrift Blather. Ab 1935 arbeitete er als Regierungsbeamter, lehrte zeitweilig am University College Dublin und schrieb für verschiedene Zeitungen. Um 1940 schrieb er die drei Romane Auf Schwimmen-zwei-Vögel, An Béal Bocht – in irischer Sprache unter dem Pseudonym Myles na gCopaleen (dt. Myles von den Pferdchen; die irisch-englische Schreibung „gC-“ zeigt die Anlautmutation des Irischen) – sowie Der dritte Polizist. Der dritte Polizist wurde jedoch vom Verleger abgelehnt und erst postum veröffentlicht. Das Pseudonym hatte er einer Figur aus Dion Boucicaults Melodrama The Colleen Bawn entliehen. Ab 1940 veröffentlichte er täglich in der Irish Times ebenfalls unter diesem Pseudonym die satirische Kolumne Cruiskeen Lawn (anglisierte Version von irisch Cruiscín Lán, „Voller Krug“), von der in 25 Jahren fast 3.000 erschienen sind. In seiner Umwelt wurde aus dem Beamten O’Nolan, gegen die Absicht des Schöpfers, ein Myles. 
Die Kolumne Cruiskeen Lawn ist ein Beispiel für den multilingualen Humor, den man bei Brian O’Nolan häufig findet. Anfänglich Irisch, war die Kolumne üblicherweise auf Englisch verfasst, manchmal aber wieder auf Irisch oder auch Französisch, Latein oder Deutsch, und manchmal in einer von ihm selbst erfundenen englisch-irischen Mischform. Damit wollte er „linguistische Nationalisten“ und ihr Trugbild von irischer Unabhängigkeit lächerlich machen. Auch beschrieb er in der Kolumne ironisch zahlreiche geniale Erfindungen und Pläne zur Verbesserung der Lage der irischen Nation. In den frühen 1940er-Jahren kritisierte er die neutrale Außenpolitik der damaligen irischen Fianna-Fail-Regierung und trug so zur politischen Meinungsbildung bei. Unter den irischen „Allzweckliberalen“ wurde von ihm der Literat Seán O’Faoláin am schärfsten verspottet.

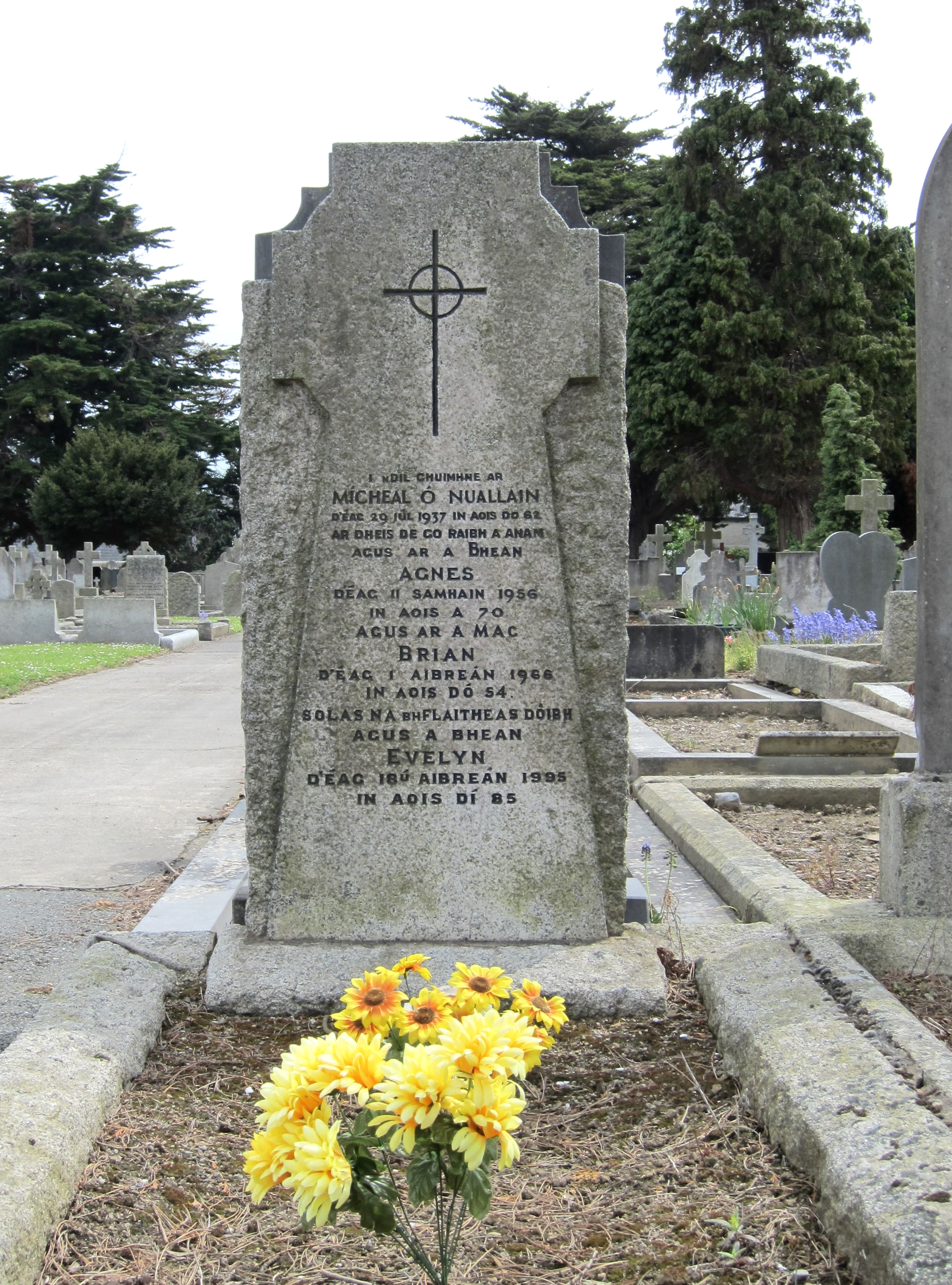
Grab von Brian O’Nolan/Brian Ó Nualláin, seiner Eltern und seiner Frau, Dean’s Grange Cemetery, Dublin

1953 musste er den öffentlichen Dienst verlassen, nachdem er in seiner Zeitungskolumne eine Satire über einen Minister verfasst hatte. Obwohl er fortan mehr Zeit zum Schreiben hatte, konnte O’Brien zunächst nicht an seine erfolgreiche Zeit als Schriftsteller anknüpfen. 
Brian O’Nolan ist als einzigartiger Schöpfer bizarrer Charaktere und als Meister des Wortspiels in die Literaturgeschichte eingegangen. Zentrale Themen seiner Werke sind: Irisches Leben, der Tod, „wissenschaftliche“ Theorien, Trunksucht und Fahrräder sowie die Schafe als Gegenstand molekularphysikalischer Gedankenexperimente als Teil O’Brienscher Wissenschaftsparodie.

## Romanautor
O’Nolans Romane haben dank ihres bizarren Humors und ihrer kunstvollen, der Moderne zugehörigen Metafiktion eine große Leserschaft gefunden. Auf Schwimmen-zwei-Vögel, benannt nach der Furt Snámh dá Éan, englisch: Swim-Two-Birds, am Shannon, ist ein Roman über einen Studenten, der mehrere Geschichten verfasst, in denen die handelnden Personen miteinander agieren, indem sie sich beispielsweise gegen den von dem Studenten erdachten Autor verbünden und ihrerseits selbst einen Roman schreiben. Der dritte Polizist hat hingegen eine vordergründige Handlung über die Höllenvision eines jungen auf dem Lande lebenden Iren, dargestellt vor dem Hintergrund einer als akademische Debatte verkleideten Satire über einen exzentrischen Naturwissenschaftler und Philosophen namens de Selby. Im selben Werk fand O’Brien auch noch Raum, die Atomtheorie des Fahrrades einzuführen, gemäß welcher Mensch und Fahrrad durch zu intensiven Kontakt Atome austauschen: die Fahrräder „vermenscheln“, die Menschen „verfahrradeln“. Der Protagonist in Aus Dalkeys Archiven, ein weiterer junger Mann, begegnet einem bußfertigen ältlichen James Joyce, der angeblich nie eines seiner Bücher schrieb und lediglich versucht, von den Jesuiten aufgenommen zu werden. Bis dies gelingt, arbeitet Joyce als Aushilfskellner in einem Ferienort. Wie in dem Roman Der dritte Polizist taucht auch in diesem Buch der rätselhafte Wissenschaftler de Selby auf, der hier plant, den gesamten Sauerstoff aus der Atmosphäre zu entfernen. Das Fahrradmotiv wird in Aus Dalkeys Archiven wiederum durch einen Polizisten eingeführt.
Andere Romane sind Das harte Leben, eine fiktive Autobiografie, und Irisches Tagebuch bzw. Das Barmen, das O’Brien auf Irisch verfasste und selbst ins Englische übersetzte. Auch hierbei handelt es sich um eine fiktive Autobiografie, die eine Parodie der Autobiografie von Tomás Ó Criomhthain namens An tOileánach ist.
Als Romanautor war O’Nolan stark von James Joyce beeinflusst. Er hatte sich sogar bemüht, dasselbe College wie Joyce zu besuchen, und benutzte dazu ein gefälschtes Interview mit Joyce’ Vater. Er blieb trotzdem skeptisch, was den Kult um Joyce anging: Ich erkläre vor Gott, dass ich Schaum vor dem Maul haben werde, wenn ich den Namen Joyce noch einmal höre!

## Rezeption

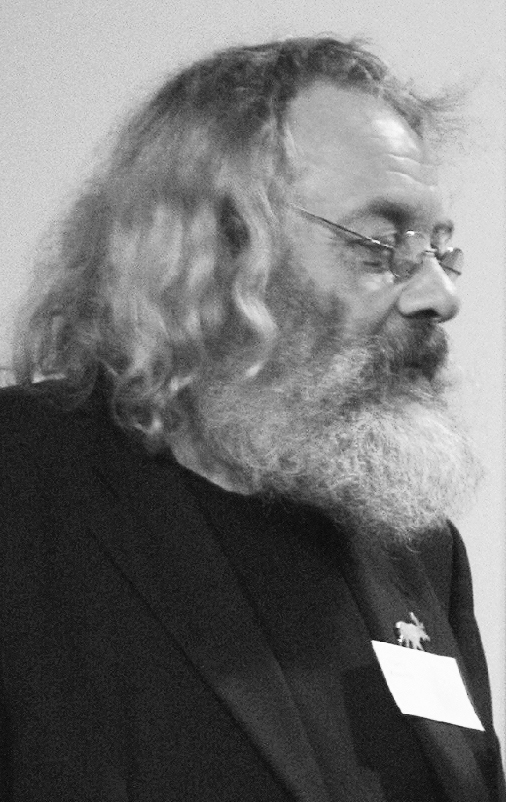
Auch Harry Rowohlt übersetzte O’Nolan ins Deutsche

Brian O’Nolan wird als bedeutender irischer Schriftsteller des 20. Jahrhunderts angesehen. Der britische Schriftsteller Anthony Burgess sagte über ihn: Wenn wir das Werk von Flann O’Brien nicht wertschätzen, sind wir dumme Narren, die es nicht verdient haben, bedeutende Männer zu haben. Flann O’Brien ist ein sehr bedeutender Mann. Burgess nahm Auf Schwimmen-zwei-Vögel in seine Liste der 99 großartigen Romane auf.
Auf Schwimmen-zwei-Vögel wird heute als einer der wichtigsten Romane der Moderne vor 1945 anerkannt. Es kann sogar als Pionierroman der Postmoderne gesehen werden, obwohl der Akademiker Keith Hopper überzeugend argumentierte, dass Der dritte Polizist – oberflächlich weniger radikal – in Wirklichkeit ein sehr subversives und proto-postmodernes Buch ist. Auf Schwimmen-zwei-Vögel war eines der letzten Bücher, das Joyce las. Er lobte es Freunden gegenüber. Dieses Lob wurde anschließend für viele Jahre auf den Buchdeckeln von O’Briens Büchern benutzt. Der Titel des während des Osteraufstands 1916 spielenden Romans At Swim, Two Boys von Jamie O’Neill (2001) ist ein Verweis auf Flann O’Brien.
Der Science-Fiction-Schriftsteller und Satiriker Robert Anton Wilson nahm den fiktiven, von O’Nolan erfundenen Wissenschaftler de Selby in seinen Romanzyklus Die Illuminaten-Chroniken auf.

## Werke (Auswahl)
- At Swim-Two-Birds. Longman, London 1939.
  - Zwei Vögel beim Schwimmen. Übersetzt von Lore Fiedler, Rowohlt, Reinbek 1966.
  - In Schwimmen-Zwei-Vögel. Übersetzt von Harry Rowohlt und Helmut Mennicken. Haffmans, Zürich 1989, ISBN 3-251-20071-2.
  - Auf Schwimmen-Zwei-Vögel. Übersetzt von Harry Rowohlt und Helmut Mennicken. Kein & Aber, Zürich 2002, ISBN 3-0369-5104-0.
- The Third Policeman. 1940/1967.
  - Der dritte Polizist. Übersetzt von Harry Rowohlt. Suhrkamp, Frankfurt am Main 1975, ISBN 3-518-01446-3.
- An Béal Bocht/The Poor Mouth. 1941.
  - Das Barmen. Übersetzt von Harry Rowohlt, Suhrkamp, Frankfurt am Main 1977, ISBN 3-518-01529-X (auch als Irischer Lebenslauf).
- The Hard Life. 1961.
  - Das harte Leben. Übersetzt von Annemarie Böll und Heinrich Böll. Nannen, Hamburg 1966.
  - Das harte Leben. Übersetzt von Harry Rowohlt. Kein & Aber, Zürich 2007, ISBN 3-0369-5119-9.
- The Dalkey Archive. 1964.
  - Aus Dalkeys Archiven. Übersetzt von Harry Rowohlt. Suhrkamp, Frankfurt am Main 1982, ISBN 3-518-01623-7.
- Flann O’Brien At War – Myles na gCopaleen 1940–1945. Gerald Duckworth & Co. Ltd., London 1999. Auswahl von Kolumnen aus Cruiskeen Lawn, ausgewählt und herausgegeben von John Wyse Jackson.
  - Golden Hours – Die goldenen Stunden des Myles na gCopaleen. Übersetzt von Harry Rowohlt. Haffmans, Zürich 2001, ISBN 3-251-20345-2.